# 傑克·托馬斯
傑克·托馬斯（英語：Jake Thomas，1990年1月30日—）是美國的一位演員。在2002年，憑藉在電影A.I.人工智慧中的表現，他獲得這一年的青年藝術家獎。

## 外部連結
- Jake Thomas的Instagram帳戶
- 官方网站
- 傑克·托馬斯在互联网电影资料库（IMDb）上的資料（英文）
- Jake at Bigstick music
- Jake Thomas fansite, authorized by Jake's official website[永久]